# Мелісса О'Ніл
Мелісса О'Ніл (англ. Melissa O'Neil, нар. 12 липня 1988, Калгарі, Альберта, Канада) — канадська акторка та співачка. У 2005 році О'Ніл вигравала третій сезон Canadian Idol. Вона відома своїми ролями Порції Лін у науково-фантастичному серіалі «Темна матерія» та ролі офіцера Люсі Чен у драматичному серіалі «Новобранець».

## Біографія
О'Ніл народилася в Калгарі, Альберта, в сім'ї китайсько-канадської матері з Гонконгу та ірландця. О'Ніл відвідувала середню школу Лестера Б. Пірсона в Калгарі, Альберта, де вона грала в мюзиклах, грала в регбі та була в баскетбольній команді.

## Кар'єра

### Canadian Idol
На початку 2005 року, під час навчання в середній школі О'Ніл пройшодпг прослуховування для третього сезону Canadian Idol. Судді були вражені її вокалом, і вона пройшла до топ-100. У перший день вона акапельно заспівала пісню «Concrete Angel» Мартіни Макбрайд і знову вразила суддів; але в останній день змагань вона забула слова обраної пісні та завмерла. Тим не менш, судді були настільки вражені її співочими здібностями, що вона потрапила до топ-32. Набравши найбільшу кількість голосів у своїй півфінальній групі, знову з піснею «Concrete Angel», О'Ніл отримала місце в фінал 10 конкурсу.
Незважаючи на те, що судді її високо оцінили, О'Ніл зазнала величезних невдач як у 10 найкращих, так і в 9 тижнях фіналу, оскільки вона потрапила в трійку останніх і два тижні відповідно. Шоковані цим, судді закликали глядачів голосувати за таких учасників, як Мелісса, яка явно мала найкращі вокальні здібності. Відтоді О'Ніл ніколи не поверталася до трійки останніх після того, як показувала незмінно хвалені виступи, а суддя Зак Вернер заявив, що вона була «загрозою для перемоги в усьому». 7 вересня 2005 року О'Ніл потрапив до двох фіналістів конкурсу разом із Рексом Гуді, і після інших виступів суддя Вернер заявив, що заголовки наступних газет будуть такими: «Король [Калан Портер] мертвий хай живе королева». Під час показу результатів великого фіналу 14 вересня 2005 року О'Ніл переміг Гуді і став третім канадським ідолом, а також першою переможницею серед жінок першим переможцем китайського походження та (у 17 років) наймолодшим переможцем у шоу історії.

### Співачка
Одразу після перемоги на Canadian Idol О'Ніл отримала вітальний телефонний дзвінок від прем'єр-міністра Канади Пола Мартіна. Потім вона підписала контракт із компанією Sony BMG Music Entertainment і випустила свій перший сингл «Alive», який з’явився в магазинах 4 жовтня 2005 року та дебютував під номером один у канадському чарті синглів, займаючи цю позицію протягом чотирьох років. тижнів. Сингл став чотириразово платиновим CRIA.
22 листопада 2005 року однойменний дебютний альбом О'Ніла «Melissa O'Neil» був випущений на Sony і дебютував під номером шістнадцять у канадському чарті альбомів. Другий сингл з її альбому «Let It Go» був випущений наприкінці 2005 року і досяг сьомого місця в чарті синглів. 7 лютого 2006 року О'Ніл розпочала свій перший сольний тур у Норт-Бей (Онтаріо)|Норт-Бей]], Онтаріо, названий «Let It Go Tour» на честь її другого синглу. Її підтримкою був її другий чемпіон Canadian Idol, Рекс Гуді. Третім синглом з альбому О'Ніл був «Speechless», який посів тридцять перше місце. У березні 2006 року її дебютний альбом отримав золотий сертифікат CRIA за 50 000 відправлених одиниць, а її перший сингл «Alive» був записаний Бекі Райан у фільмі «Фліка». 16 вересня 2006 року О'Ніл повернувся на сцену Canadian Idol під час великого фіналу його четвертого сезону. Тут вона здивувала сертифікованим золотим презентаційним диском свого дебютного альбому.
У 2007 році О'Ніл був номінований на премію Juno як новий виконавець року разом із Neverending White Lights, Томі Свік, Патріком Уотсоном та Євою Авілою (остання, її наступниця в Canadian Idol); однак Свік забрав додому нагороду.
У 2009 році О'Ніл став головним вокалістом фанк- гурту Торонто God Made Me Funky.
Як описав Гленн Сумі з NOW Toronto : «Після перемоги в третьому сезоні Canadian Idol... О'Ніл випустив диск-бестселер, а потім відразу почав займатися музичним театром, знявши ролі в «Брудних танцях», «Шкільному мюзиклі» та відома постановка в Стратфорді «Ісус Христос — суперзірка».

### Музичний театр
У Торонто, Онтаріо, постановці «Брудних танців» О'Ніл був відомим співаком. У постановці Drayton Entertainment High School Musical On Stage (у St. Jacobs and Penetanguishene ) О'Ніл зіграла роль Габріелли. Поява О'Ніл у ролі Марти/Служниці біля вогню під час сезону 2011 року «Ісус Христос — суперзірка» стала її дебютом на Стратфордському Шекспірівському фестивалі.
О'Ніл був представлений як провідний у постановці Stage West Calgary "British Invasion" разом із колишнім солістом The Guess Who, Террі Хетті, і з'явився в Camelot. Вона зіграла Епонін у сидячій постановці «Знедолені» в Торонто в Театрі принцеси Уельської, яка тривала з вересня 2013 по лютий 2014. Вона виграла премію Дора за найкращу жіночу роль за цю роль.
У березні 2012 року О'Ніл дебютувала на Бродвеї у фільмі «Ісус Христос-суперзірка», де вона зіграла Марту, служницю біля вогню та працювала дублером у ролі Марії Магдалини.
У 2013 році О'Ніл отримав підвищення на роль Епонін.
У березні 2014 року О'Ніл повернулася на Бродвей у відновленні «Знедолених», де вона була учасницею ансамблю та працювала дублером для ролей Епонін і Фантини.

### Акторка
О'Ніл знімалася з 2015 року. У неї були повторювані ролі в телевізійній драмі CBC 2015 року під назвою «Це життя», дія якої відбувалася в Монреалі, кримінальному телесеріалі Коула Хаузера «Ізгої» та веб-серіалі музичної драми «Втрачене покоління» в Берліні. Шоу спочатку називалося Pulse і мало книгу та партитуру, написану Дунканом Шейком.
У грудні 2014 року О'Ніл отримав головну роль Порції Лін у космічній опері телесеріалу Syfy «Темна матерія». Цю роль вона грала з 2015 по 2017 роки протягом трьох сезонів шоу.
У 2018 році О'Ніл зіграв роль Сьюкі в процесуально- кримінальній драмі The CW «Я — зомбі», створеній Робом Томасом, і мав ще одну повторювану роль у трилері «Кондор.
У жовтні 2018 року О'Ніл була обрана на роль офіцерів поліції Лос-Анджелеса Люсі Чен в драматичному телесеріалі ABC «Новобранець», де вона грає колегу-початківця поліцейського разом із Натаном Філліоном.

## Особисте життя
Дідусь О'Ніл по материнській лінії дав їй китайське ім'я, що означає «жіноча». У той час, коли вона змагалася в Canadian Idol, О'Ніл, як кажуть, могла говорити кантонською, але не вільно.

## Дискографія
| Рік  | Альбом                                                                  | Пік | Сертифікація |
| Рік  | Альбом                                                                  | CAN | Сертифікація |
| ---- | ----------------------------------------------------------------------- | --- | ------------ |
| 2005 | Melissa O'Neil - Released: November 22, 2005 - Label: Sony - Format: CD | 14  | - MC: Gold   |

### Сингли
| Рік  | Сингл        | Канада | Сертифікація      | Альбом         |
| ---- | ------------ | ------ | ----------------- | -------------- |
| 2005 | "Alive"      | 1      | 4xPlatinum (CRIA) | Melissa O'Neil |
| 2005 | "Let It Go"  | 7      | —                 | Melissa O'Neil |
| 2006 | "Speechless" | 31     | —                 | Melissa O'Neil |

## Фільмографія
| Рік       |    | Українська назва            | Оригінальна назва           | Роль       |
| --------- | -- | --------------------------- | --------------------------- | ---------- |
| 2010      | ф  | Розбиті серця               | Broken Hearts               | Бренді     |
| 2015—2017 | с  | Темна матерія               | Dark Matter                 | Портія Лін |
| 2015      | с  | Це життя                    | This Life                   | Сара       |
| 2016      | с  | Розбійник                   | Rogue                       | Джен       |
| 2016      | с  | Друга Джен                  | Second Jen                  | Наомі      |
| 2016      | вг | Tom Clancy's The Division   | Tom Clancy's The Division   | Фей Лау    |
| 2017      | с  | Викуп                       | Ransom                      | Лін        |
| 2017      | с  | Втрачене покоління          | Lost Generation             | Таша       |
| 2018      | с  | Я — зомбі                   | iZombie                     | Сукі       |
| 2018      | ф  | Проста послуга              | A Simple Favor              | Бет        |
| 2018      | с  | Кондор                      | Condor                      | Джаніс     |
| 2018—2024 | с  | Новобранець                 | The Rookie                  | Люсі Чен   |
| 2019      | вг | Tom Clancy's The Division 2 | Tom Clancy's The Division 2 | Фей Лау    |
| 2022      | с  | Новобранець: Федерали       | The Rookie: Feds            | Люсі Чен   |